# Skogsnymfer
Skogsnymfer (Thalurania) är ett släkte med fåglar i familjen kolibrier som numera omfattar fyra arter:
- Violettkronad skogsnymf (T. glacuopis)
- Långstjärtad skogsnymf (T. watertonii)
- Kronskogsnymf (T. colombica)
- Svalstjärtad skogsnymf (T. furcata)

Tidigare inkluderas arten som numera kallas jaliscokolibri på svenska, men genetiska studier visar att den tillhör släktet Eupherusa.